# Меморіальний комплекс борцям за волю України (Стрий)
Меморіальний комплекс «Борцям за волю України» — меморіальний комплекс у місті Стрию Львівської області. Відкритий 19 червня 2005 року, він став першим в Україні колишнім репресивним закладом, перетвореним у музейний комплекс.

## Історія виникнення музею
Стрийську тюрму було збудовано наприкінці XIX століття. Тоді вона була розрахована на 300 місць. Спочатку це була звичайна тюрма Стрийського окружного суду, куди входили Стрийщина, Сколівщина, Долинщина, Жидачівщина і частина Миколаївщини. 
1886 року пожежа знищила все місто Стрий. Однак місто швидко почало відбудовуватися. Відразу після пожежі розпочалося будівництво Окружного суду та в’язниці. Тюремне приміщення було подібної форми, мало товсті стіни, міцні ґрати на вікнах. Уся територія тюрми була огороджена високим товстим муром, фрагмент якого зберігся до сьогодні як експозиційна частина меморіалу. 
До Першої світової війни Стрийська тюрма мала статус звичайної кримінальної в'язниці. Тут не розглядалися політичні справи і не утримувались політичні в'язні. Суди направляли до цієї тюрми злодіїв, шахраїв, порушників громадського порядку, грабіжників, неплатників податків, порушників інших державних законів. 
У 1914 році з'явилися перші політичні в'язні у Стрийській тюрмі з початком війни між Австро-Угорщиною і Російською імперією. 
1932 року відбулася перша хвиля арештів, як наслідок за напади на пошту у Городку і Трускавці, через справу Біласа і Данилишина. 
1935 року на Стрийщині засудили підлітків на два роки, а коли вони стали повнолітніми ‒ то на смерть через повішання. Особливий спалах шовінізму був у 1937 році, коли Стрийську тюрму експлуатували на всю потугу. В'язниця могла вмістити від 215 до 300 осіб, однак багато місяців 1937 року у ній перебувало понад 300 осіб.
1938 року відбулась друга хвиля арештів, пов’язана зі смертю Євгена Коновальця, провідника ОУН. Це була так звана справа "паламарів''. Вона полягала у тому, що після загибелі Євгена Коновальця в одну з ночей ударили дзвони в усіх церквах Галичини ‒ як жалоба за покійним провідником. Польську владу ця акція стривожила: вона зрозуміла, що ОУН у Польщі діє дуже потужно, а це є загрозою для держави. 
У березні 1939 року відбулась третя хвиля арештів, що  була пов'язана з проголошенням Карпатської України. Власне у Стрию після акції "Волю Карпатській Україні!'' Стрийська тюрма вщент поповнилася українськими патріотами. Понад 700 в'язнів польська поліція не знищила, а, втікаючи, залишила їх живими. 
На справжню катівню Стрийську тюрму перетворили більшовики. Все почалося із 1939 року, коли Західну Україну окупувала московська більшовицька імперія. У Стрию "Просвіту" знищили, Народний дім передали Червоній армії. Велику увагу нова окупаційна влада приділяла модернізації тюрми. Почались арешти патріотів, громадсько-політичних діячів, передової інтелігенції міста і сіл району. 
У 1941-1944 роках Стрийська в’язниця перейшла до нових рук окупантів – німецької машини смерті. Жорстокість вироку була однаковою ‒ смерть через розстріл або повішання. 
Німці залишили Стрий 5 серпня 1944 року, а на землю Стрийщини знову ступили більшовики. Тепер у Стрийській тюрмі перебували полонені поранені вояки УПА, заарештовані підпільники, а також привезені мертві повстанці, вбиті у бою, яких таємно десь закопували на території тюрми.
Після смерті Йосифа Сталіна Стрийська тюрма працювала й далі, але у дещо послабленому режимі. Тепер вона стала просто побутовою кримінальною тюрмою, поки, врешті-решт, не була реорганізована у виправну колонію для дівчат. Стрийська тюрма у 1950-х роках поступово перетворювалась на звичайну кримінально-побутову тюрму.
Наприкінці 1950-х рр. у Стрийській тюрмі практично вже не було політичних в'язнів. Вона стала звичайною тюрмою для кримінальних злочинців. Влада запровадила у тюрмі загальноосвітню вечірню школу, яка працювала за звичним режимом. Вночі 2 березня після уроків усіх учнів вивезли у невідомому напрямку. Але так само несподівано привезли "зміну” ‒ перших 50 дівчат-підлітків, які прибули із Львівської чи Одеської колоній. 
Так пройшла заміна кримінальної тюрми загального призначення на Стрийську ДВК (дитяча виховна колонія) для дівчат. У липні 1965 р. колонію перевели в підпорядкування Міністерства народної освіти і називали “Специальная школа для детей и подростков, требующих особых условий воспитания”. Згодом було виявлено, що не було потреби утримувати цілий заклад. Одних дівчат відпустили, деяких перевезли в інші спецшколи. Працівників спецшколи було звільнено аж 17 грудня 1990 року. Так закінчила своє існування Стрийська тюрма.
19 червня 2005 року на місці колишньої в'язниці відкрито меморіальний комплекс «Борцям за волю України».

## Структурні підрозділи музею
Меморіальний комплекс «Борцям за волю України» є філією районного краєзнавчого музею. Тобто Стрийський краєзнавчий музей «Верховина» має декілька підрозділів-філіалів, серед яких функціонують: 
- меморіальний музей художника Петра Обаля;
- меморіальний музей Ольги Бачинської;
- музей родини Бандерів;
- меморіальний комплекс «Борцям за волю України».

Щодо структури самого комплексу, то до його складу входять скульптурна композиція «Пієта», стіна Скорботи у вигляді чорного хреста і барельєфу мучеників та могила-саркофаг. Тут захоронені рештки жертв сталінських репресій 1941 року. Збережено також сторожову вежу тих часів, частину тюремного муру. На приміщенні колишньої в'язниці втановлено Дзвін пам'яті.
У складі комплексу діє музей, експозиція якого розповідає про українських патріотів-в'язнів. У музеї, що знаходиться в колишньому господарському будинку тюрми, створено експозицію «Історія Стрийської тюрми». 
Тортури над патріотами відбувалися і в підвалі будівлі нинішнього музею. Тут для огляду представлено інтер’єр тюремної камери та залишки старого колодязя, куди кати скидали мертві тіла в’язнів. Зараз у підвалі знаходиться й колючий дріт, знайдений в розкопках, який використовували для тортур, й глибокий колодязь, куди скидали тіла убитих. 
Наразі триває робота щодо створення другого відділу експозиції, присвяченого національно-визвольній боротьбі ХХ століття на Стрийщині.  

## Особливості формування й організації музейної колекції
У першій половині червня 1990 року Стрийська прокуратура дала дозвіл на розкопки в Стрийській тюрмі.   
Ось як відбувалися ці розкопки: “Екскаватор обережно знімає своєю залізною рукою перший шар ґрунту. Навколо застигли у німому чеканні люди. Десь тут, біля північно-східної стіни, неподалік сторожової вишки, має бути велика яма, звідки витягли не всіх замучених. Серед черепів і людських кісток, яких все більше і більше, трапляються речі в'язнів: дзеркальце, частина браслета від годинника, запальнички, коралики від намиста, гребінь, пляшечки з рідиною, ґудзики, окуляри, ложка, чоловіче та жіноче взуття, рештки одягу, частина жіночої коси, зотлілий молитовничок...”. 
Після розкопок було ухвалено рішення про будівництво меморіального комплексу. 
Ось як це відбувалося: “Вже інтенсивно ведеться капітальний ремонт приміщення № 1, де має бути Музей національно-визвольної боротьби. Вже розібрано гаражі, колишню кравецьку майстерню, що не належала до історичного комплексу, проводиться спланування території, добудовується охоронна стіна. У Львові митці працюють над пам'ятником комплексу, працівники музею “Верховина" підбирають експонати для музею, який тут буде називатися "Борцям за волю України''. 

## Найцікавіші експонати
У двох залах меморіального комплексу «Борцям за волю України» розміщені постійні експозиції, які розповідають історію Стрийської тюрми. Особливу увагу привертає художнє оформлення Ореста Скопа: кімнати наповнені тьмяним світлом, під стелею в’ється колючий дріт, поміж світлинами та картинами – елементи тюремних меблів (нар, лав, столів). 
До важливих музейних експонатів належать фотографії, на яких відображено суд і в'язницю у Стрию за часів Австро-Угорщини, репресії на Стрийщині за часів Першої світової війни, Стрийську в'язницю за часів польського панування, масові репресії у Стрийській тюрмі 1939-1941 років, вигляд тюрми за часів радянської влади. Також є фотографії українців-патріотів, які були ув’язнені та закатовані у Стрийській в’язниці. Представлені й фото, які показують нам, як відбувалися розкопки у в’язниці, скільки людських останків та речей було знайдено. Крім того, серед експонатів музею є велика кількість документів, записів, виписок, коротких нотаток про Стрийську в’язницю. Одним із найцікавіших таких екземплярів є паспорт тюрми за 1958 рік. Це єдиний експонат-документ, що зберігся з часів функціонування в’язниці.
Але все ж найважливішими та найцікавішими є експонати, які були знайдені безпосередньо під час розкопок. Це зокрема викопані людські рештки, чоловіче, жіноче та дитяче взуття, різноманітні речі побуту, гребінці, дзеркальця, люльки, окуляри, монети, гудзики, вишиті хустинки, коралі з хліба, багато посуду, пляшки, тарілки, а також знаряддя тортур. Все це зараз експонується в музеї. Саме з цих речей, які були знайдені під час розкопок, і зроблена левова частина виставки музею.

## Реставрація експонатів
Коли міська влада ухвалила рішення про будівництво меморіального комплексу, територія колишньої в'язниці нагадувала руїни. Відтак почали ремонтувати приміщення прохідної колишньої тюрми. Тут виявилось, що за 10 років приміщення відсиріло, цегла розмокла, і на такій основі неможливо було робити якусь надбудову. Довелось розібрати його, щоб побудувати на цьому місці нове приміщення. До Стрия приїхала експертна група у складі голови і членів правління товариства “Меморіал" Львівської області, яка здійснила шурфування на території колишньої в’язниці. Всього здійснено 15 шурфувань, у результаті яких виявлено 49 надмогильних плит з частково збереженими німецькими та польськими текстами. Як виявили розкопки 2003 року, плити були взяті зі старого цвинтаря. На надгробках ‒ надписи німецькою, польською, українською мовами. 
Також було реставровано сторожову вежу тих часів. Раніше на території Стрийської в’язниці було три сторожових вежі. Відновлена була лиш одна. Під час екскурсій відвідувачі мають можливість піднятися на цю вежу, щоб ще краще оглянути територію колишньої в’язниці, адже з неї відкривається панорамний вид на територію музею та прилеглі ділянки.

## Форми роботи з відвідувачами
На базі меморіального комплексу "Борцям за волю України" часто відбуваються різноманітні заходи, які заохочують жителів та гостей міста до відвідування музею. 
Перш за все варто зазначити, що двічі на рік – у неділю, напередодні 22 червня, та в останню суботу листопада – сюди приходять краяни, щоб у спільній молитві пом’янути невинно убієнних українських патріотів. Щороку у листопаді на території меморіального комплексу збираються жителі міста, гості, священики, і відбувається панахида за жертвами Голодомору 1932-1933 років та політичних репресій в Україні. 
Крім того, в останню суботу листопада о 16:00 годині на території музею стрияни запалюють свічки пам’яті за жертвами Голодомору. Роковини геноциду українського народу відзначають скорботними заходами на території музею під гаслом «Ми пам’ятаємо! Ми сильні!». 
22 червня на території меморіального комплексу відбувається панахида за невинно закатованими у Стрийській тюрмі. 
Також у музеї відбуваються різні акції та заходи, наприклад, відбулася акція "Героям слава!", під час якої висаджувалися ялинки з території розташування бункера ГОсП ОУН-УПА. У виставковій залі проходив вечір пам'яті Олександра Микласевича, відбувалася зустріч-спогад з нагоди 90-ліття Любомири Сулик та зустріч-спогад про Володимира Злупка «З юнацьких літ у боротьбі за Україну». 

## Профіль музею
Меморіальний комплекс «Борцям за волю України» за категоріями відвідувачів є науково-освітнім масовим музеєм. Він призначений для широкого кола громадян та гостей України. За юридичною приналежністю (власністю) цей музей є муніципальним. Він перебуває в управлінні Стрийської місцевої адміністрації і фінансується з місцевого бюджету. Також цей музей є місцевим, його засновниками були місцеві органи державної виконавчої влади, органи місцевого самоврядування та жителі Стрия, яким не була байдужа доля колишньої в’язниці. Щодо профільного типу, то меморіальний комплекс «Борцям за волю України» є музеєм історичного профілю. Він збирає, зберігає, популяризує пам'ятки матеріальної та духовної культури українського народу. 

## Світлини

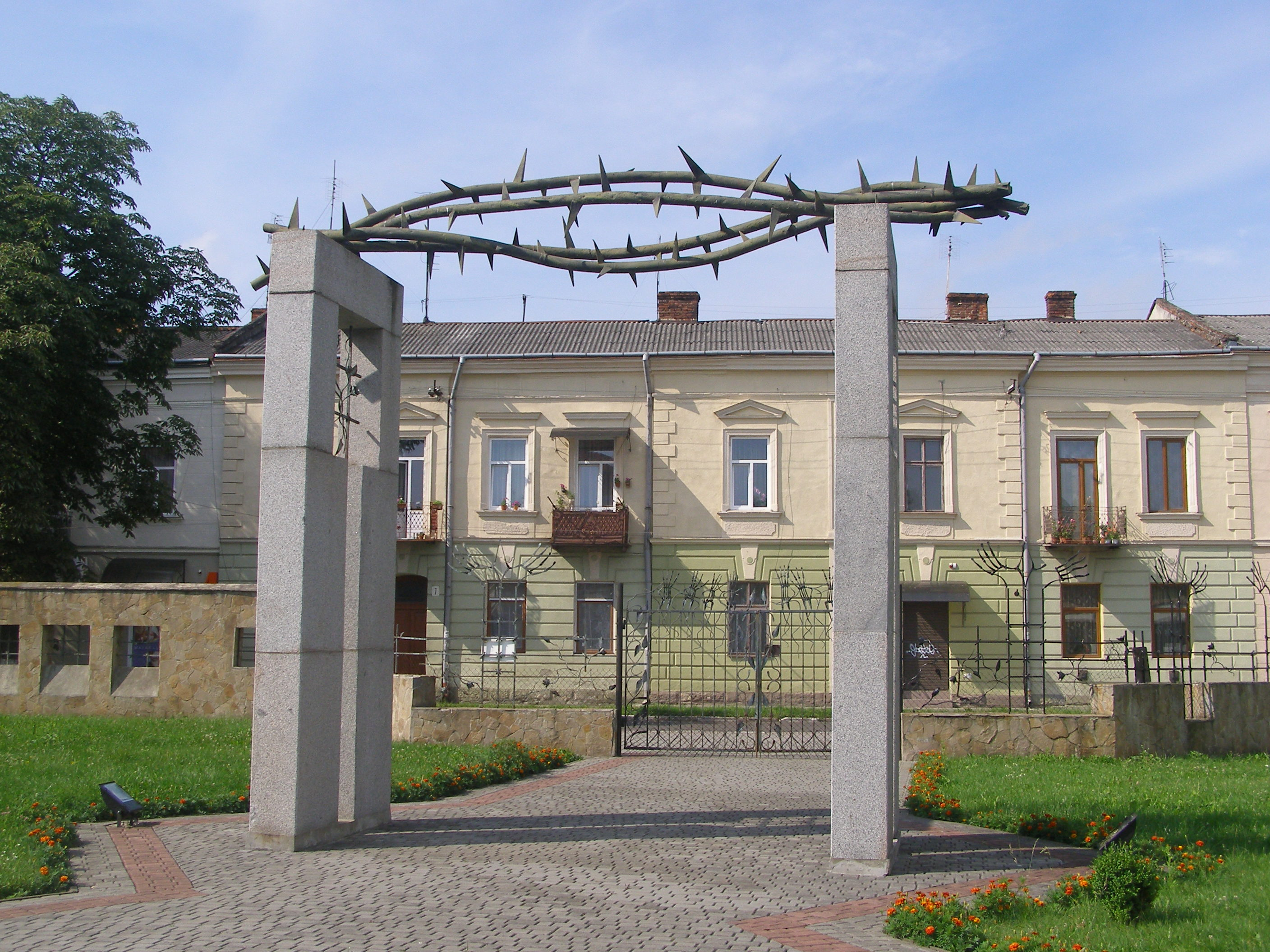
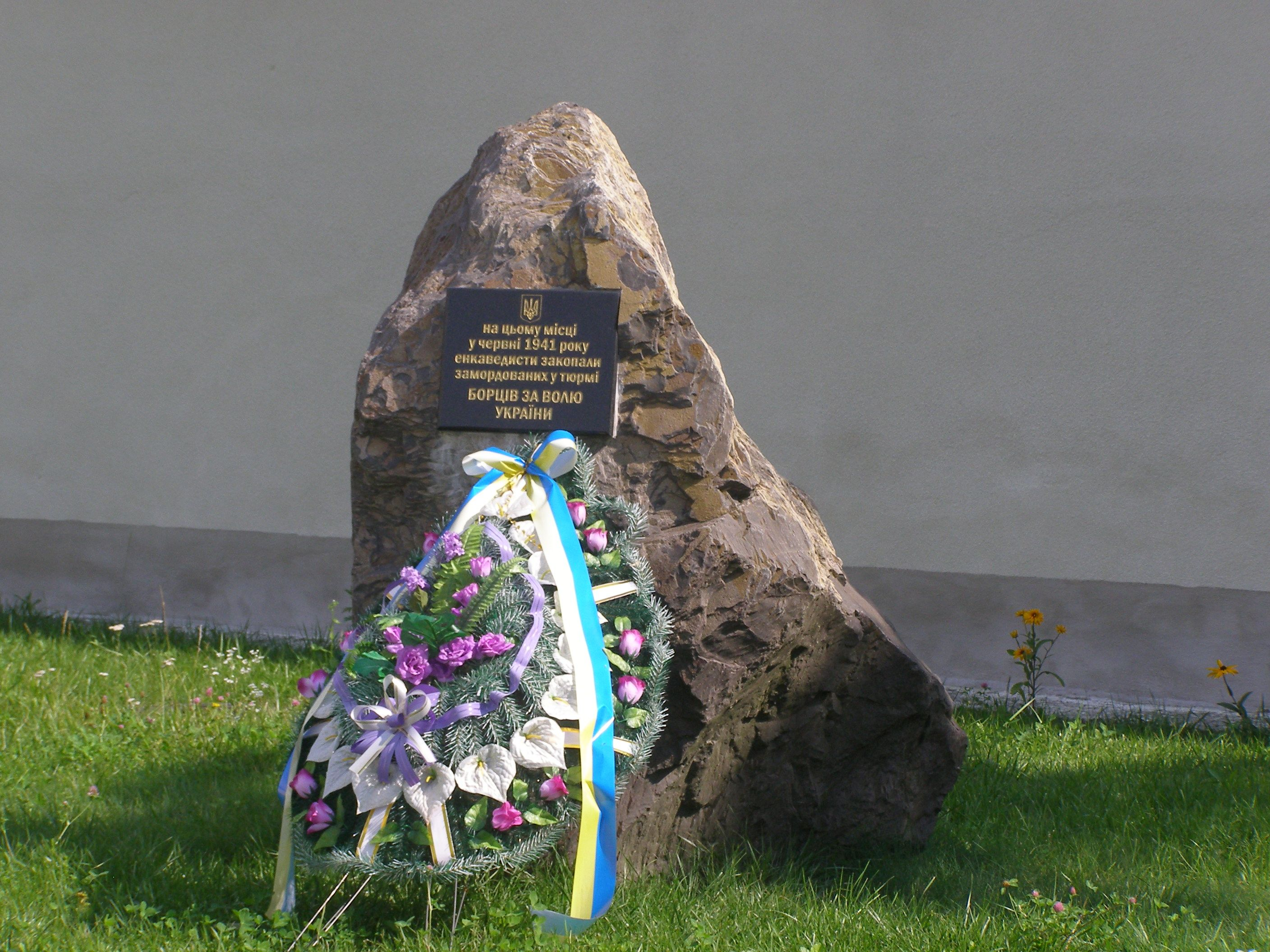
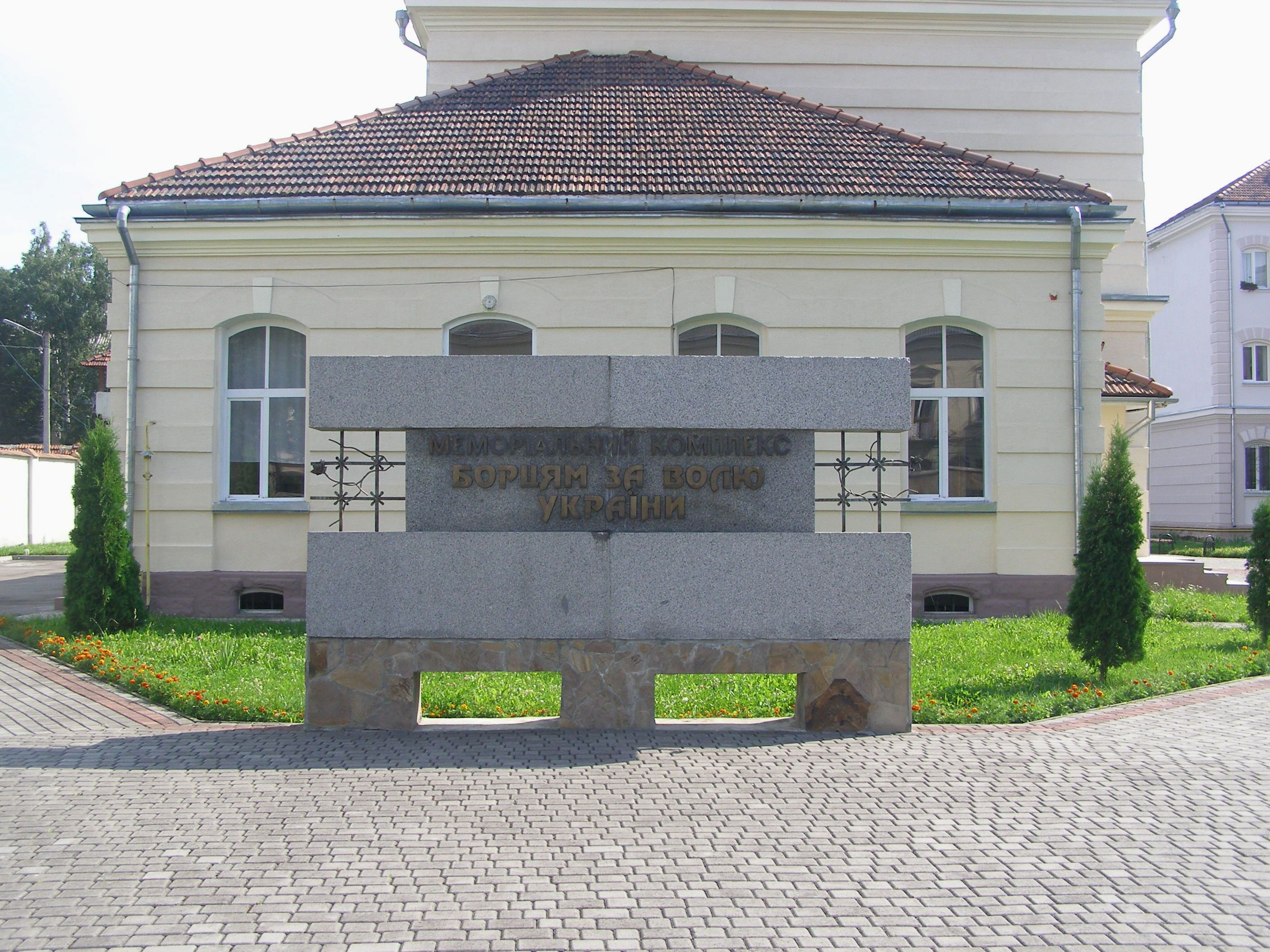
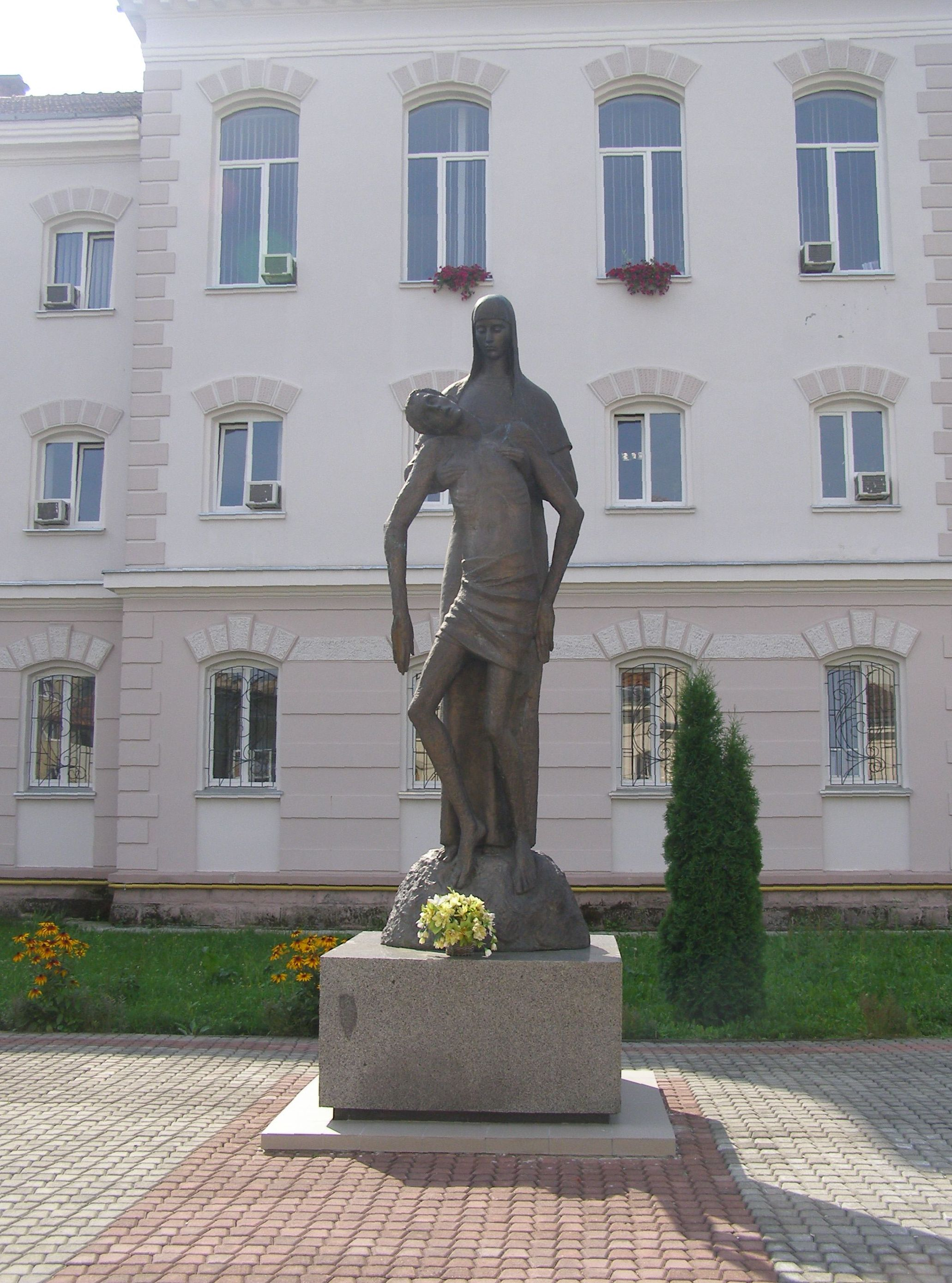
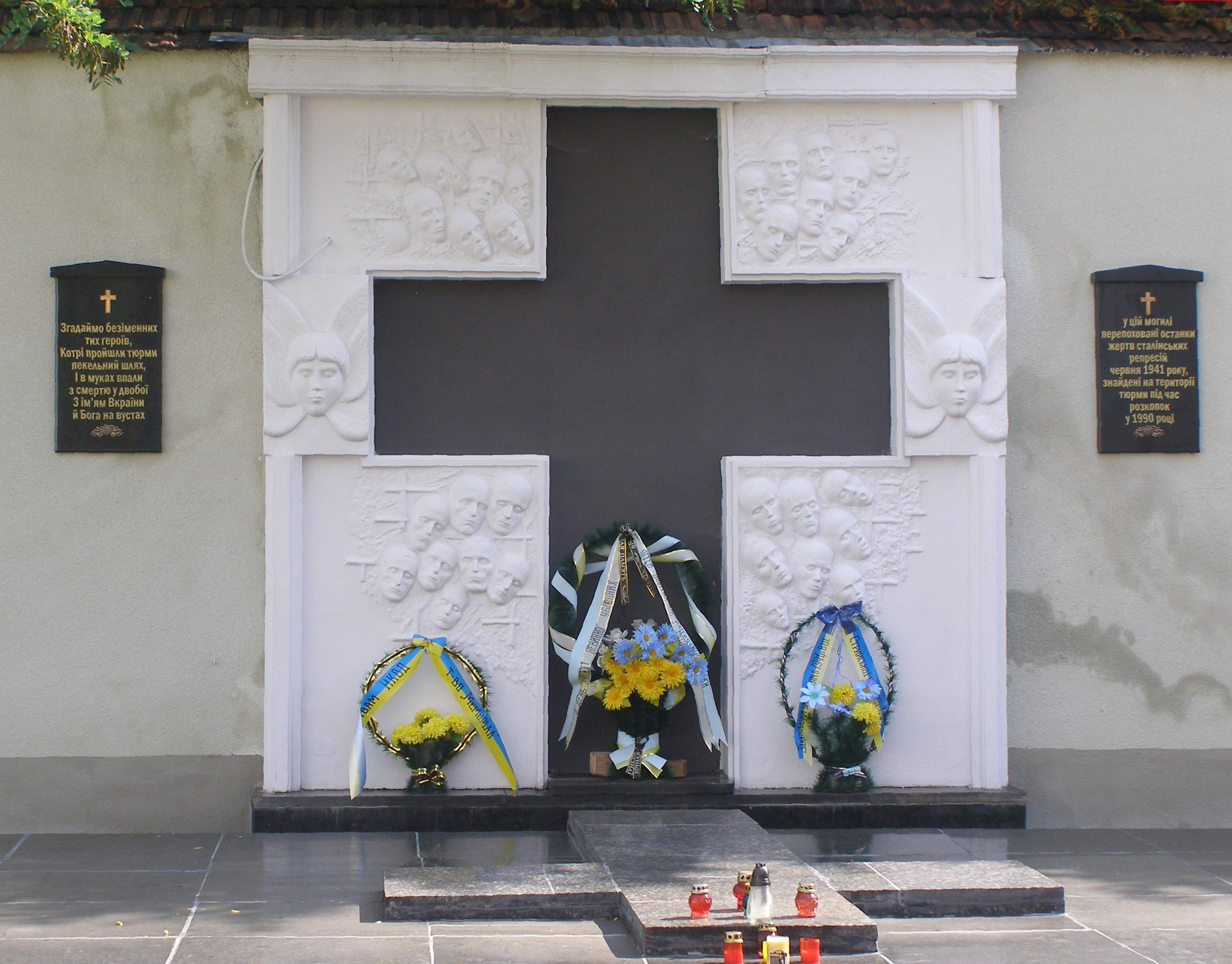
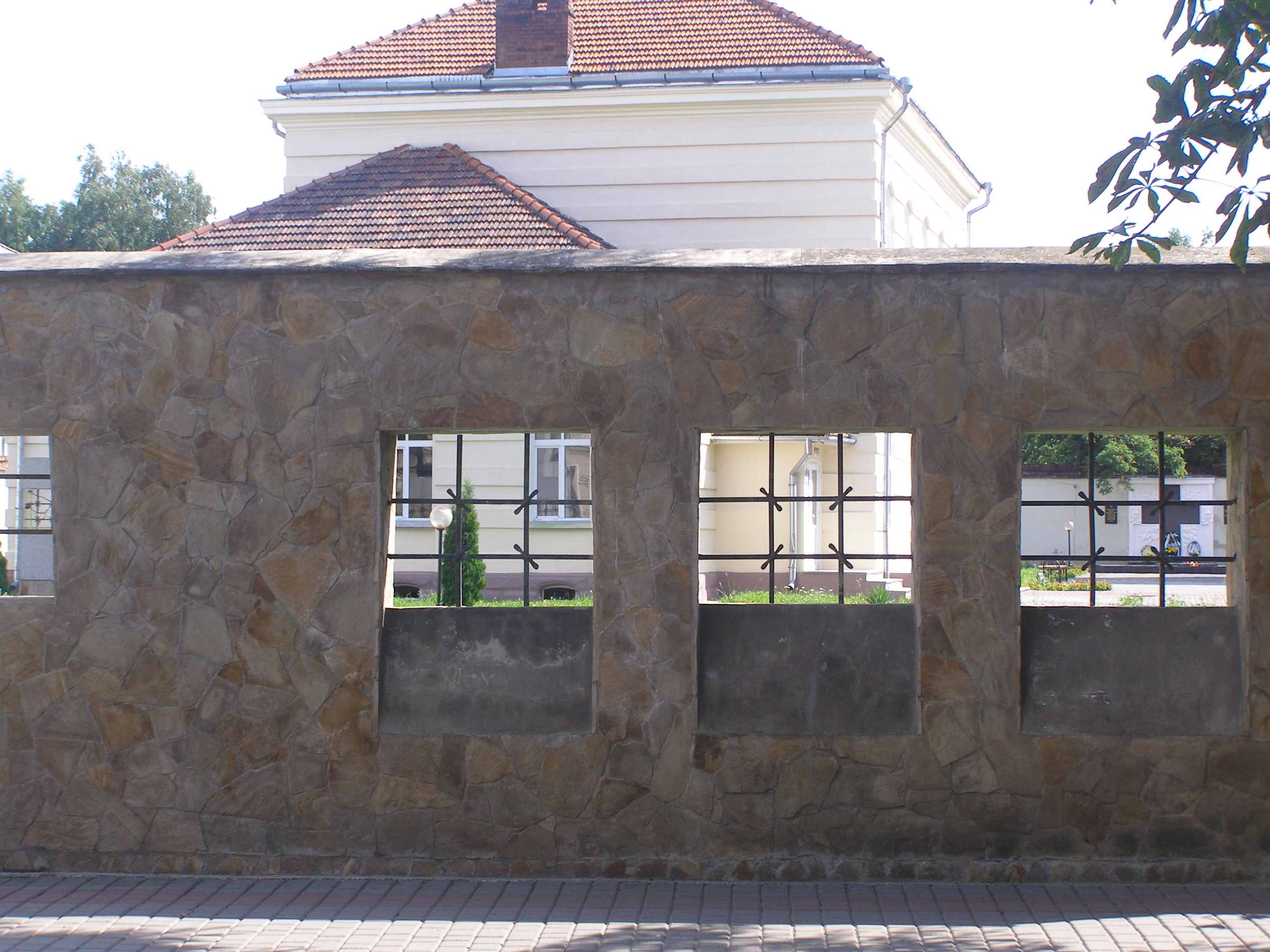